# Selfless (película)
Self/less (Eternal en España e In/mortal Hispanoamérica) es una película dirigida por Tarsem Singh y escrita por David Pastor y Àlex Pastor. La película es protagonizada por Michelle Dockery, Ryan Reynolds, Ben Kingsley, Victor Garber, Matthew Goode, Derek Luke y Natalie Martinez. La película se estrenó el 9 de julio de 2015.

## Resumen
Damian Hale (Ben Kingsley), un magnate con una enfermedad terminal, se somete a un nuevo procedimiento médico radical, que consiste en transferir su conciencia a un cuerpo más joven y sano (Ryan Reynolds). Damian cree que es un cuerpo artificial, pero se equivoca. Una vez realizada la operación, Hale disfruta de su fortuna y de su vida como no lo había hecho en años, pero tiene inquietantes visiones del pasado, entre ellas la de una torre de agua en forma de calabaza. La trama comienza a complicarse cuando es perseguido por hombres armados; no comprendía la razón, hasta que, poco después, Hale hace un descubrimiento inquietante: ese cuerpo joven y sano en el que se encuentra le pertenecía a un soldado que lo vendió a cambio de dinero para ayudar a su pequeña hija con el tratamiento de una enfermedad terminal. A partir de ahí, a Hale no le queda más remedio que salvarse y huir cuanto antes, puesto que, en esta clase de negocios, no pueden quedar cabos sueltos.

## Elenco
- Ryan Reynolds como Damian Hale / Edward Kittner / Mark Bitwell.
- Natalie Martinez como Madeline "Maddie" Bitwell.
- Ben Kingsley[1] como Damian Hale.
- Victor Garber como Martin O'Neill.
- Matthew Goode[2] como Profesor Albright.
- Michelle Dockery como Claire Hale.
- Derek Luke como Anton.

## Producción

### Filmación
La filmación comenzó a mitad de octubre en Nueva Orleans.

### Música
El 30 de septiembre de 2014, Antônio Pinto y Dudu Aram fueron contratados para componer la música.

## Estreno
La película se iba a estrenar el 27 de febrero de 2015. El 2 de julio de 2014, se cambió la fecha al 17 de abril de 2015. Sin embargo, el 8 de noviembre de 2014, se cambió la fecha nuevamente al 31 de julio de 2015.